# Запрудських Віталій Іванович
Віталій Іванович Запрудських (рос. Виталий Иванович Запрудских; нар. 1 січня 1991, Тамбов, РРФСР) — російський футболіст, захисник та  півзахисник.

## Життєпис
Розпочинав грати у другому дивізіоні за «Сибір-2» (Новосибірськ) — у серпні — жовтні 2008 року, провів п'ять матчів, у всіх виходив на заміну наприкінці матчу. У сезонах 2008-2011/12 виступав за аматорську команду «Сибіру» у першості ЛФЛ. У 2010 році також зіграв 26 матчів у першості дублерів. У сезонах 2011/12 – 2012/13 у першості ПФЛ провів 45 матчів за «Сибір-2». У 2013 році зіграв 22 матчі у першості ФНЛ за «Сибір», відзначився одним голом. Дебютував у ФНЛ за новосибірський клуб 8 квітня 2013 року в поєдинку проти южносахалінського «Сахаліну». Взимку 2013/14 перейшов до клубу ФНЛ «Балтика» (Калінінград), у складі якого до завершення сезону 2015/16 років провів 51 матч, відзначився 2-ма голами. Першу половину сезону 2016/17 років відіграв у ФНЛ за «Тамбов», а потім виступав у ПФЛ у клубах «Сочі» (2017), «Зоркий» Красногорськ (2017, 2018-2019), «Волгар» Астрахань (2018). Влітку 2019 року перейшов до клубу чемпіонату Вірменії «Ноах» (Єреван). 1 серпня 2020 року стало відомо, що Віталій залишить команду.

## Досягнення
- Кубок Вірменії
  -  Володар (1): 2019/20